# جيرهارد فيلنر
جيرهارد فيلنر (بالألمانية: Gerhard Fellner) هو لاعب كرة قدم ومدرب كرة قدم نمساوي في مركز الدفاع، ولد في 24 أبريل 1970 في سالفيلدن في النمسا. لعب مع أدميرا فاكر مودلينغ وأوسكو باشينغ وريد بول سالزبورغ وفيرست فيينا ولاسك لينتس ونادي سانت ميرين ونادي فالكيرك.

## وصلات خارجية
- جيرهارد فيلنر على موقع قاعدة بيانات كرة القدم.إي يو (الإنجليزية)
- جيرهارد فيلنر على موقع Soccerway.com (الإنجليزية)
- جيرهارد فيلنر على موقع عالم كرة القدم.نت (الإنجليزية)